# Râul Ardèche
Ardèche este un râu în centrul Franței. Este un afluent al fluviului Rhône. Izvorăște din departamentul Ardèche lânga localitatea Astet. Are o lungime de 120 km, un debit mediu de 65 m³/s și un bazin de 2.429 km². Se varsă în Rhône în amont de Pont-Saint-Esprit.